# Раковіца (Будешть, Вилча)
Раковіца (рум. Racovița) — село у повіті Вилча в Румунії. Входить до складу комуни Будешть.
Село розташоване на відстані 151 км на північний захід від Бухареста, 3 км на південний схід від Римніку-Вилчі, 95 км на північний схід від Крайови, 114 км на південний захід від Брашова.

## Населення
За даними перепису населення 2002 року у селі проживали 859 осіб, усі — румуни. Усі жителі села рідною мовою назвали румунську.